# Kabinett González I

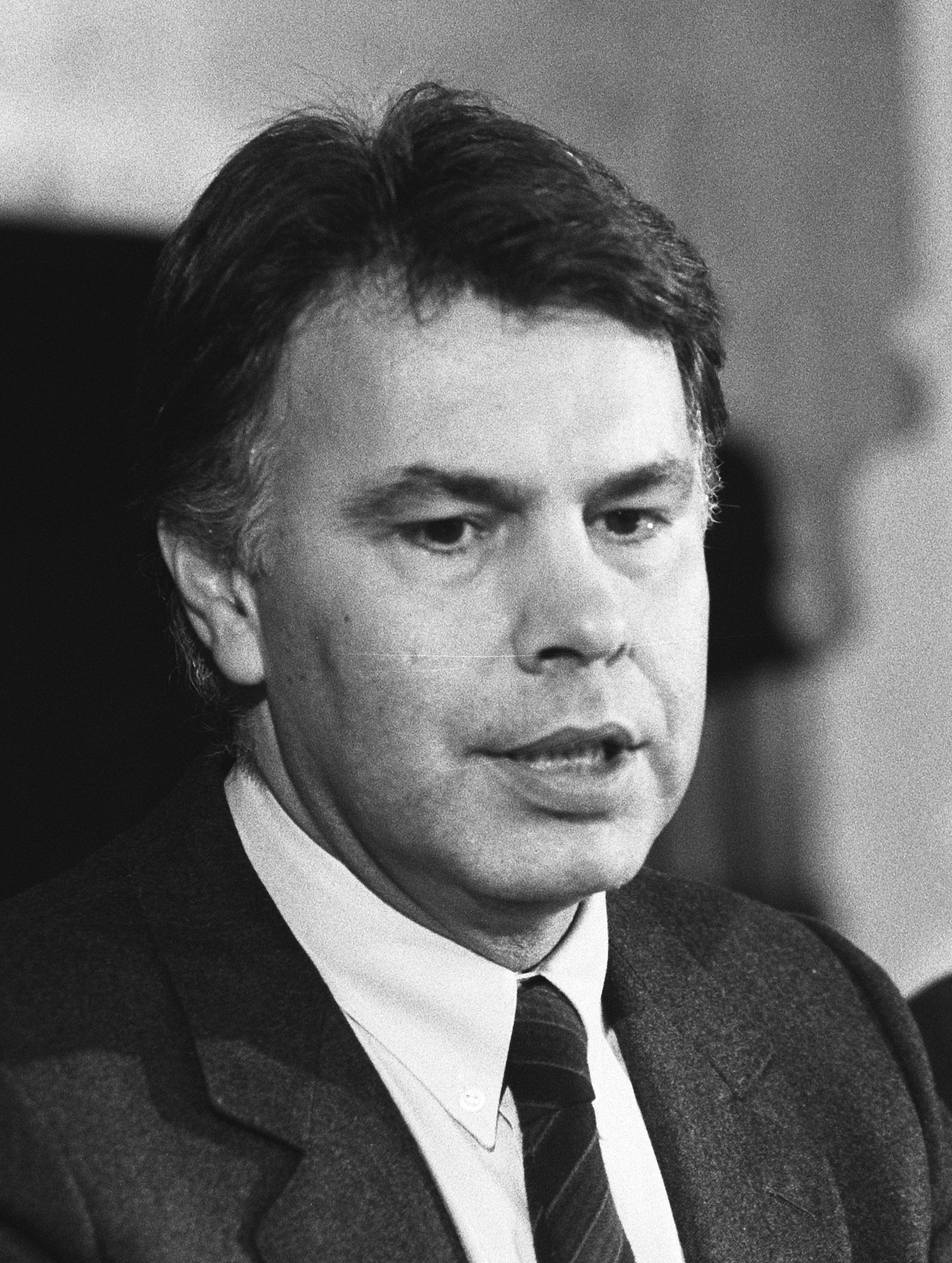
Felipe González war zwischen 1982 und 1996 Ministerpräsident

Das Kabinett González I war eine Regierung in Spanien, die am 3. Dezember 1982 von Ministerpräsident Felipe González von der Partido Socialista Obrero Español (PSOE) gebildet wurde und das Kabinett Calvo-Sotelo ablöste. 
Zuvor hatte die PSOE die Wahlen zum Congreso de los Diputados am 28. Oktober 1982 mit deutlich gewonnen, stellte mit 48,3 Prozent der Wählerstimmen 203 der 350 Abgeordneten und verfügte damit über eine breite absolute Mehrheit. Die konservative Coalición Popular (CP) um Manuel Fraga Iribarne wurde mit 26,5 Prozent und 107 Abgeordneten zweitstärkste Kraft, während die Convergència i Unió (CiU) von Miquel Roca mit 3,7 Prozent und zwölf Abgeordneten auf dem dritten Platz landeten. Die bislang regierende Unión de Centro Democrático (UCD) des bisherigen Präsidenten des Congreso de los Diputados und früheren Justizministers Landelino Lavilla wurde mit 6,5 Prozent und elf Mandaten nur noch viertstärkste Kraft im Parlament. Am 1. Dezember 1982 bestätigte der Congreso de los Diputados ihn als dritten Ministerpräsidenten nach der nach dem Tode des diktatorisch regierenden Francisco Franco am 20. November 1975 eingeleiteten Demokratisierung Spaniens. Am 2. Dezember 1982 wurde er von König Juan Carlos I. Suárez vor dem Palacio de la Zarzuela vereidigt. Am 3. Dezember 1982 veröffentlichte der Boletín Oficial del Estado die Zusammensetzung des Kabinetts González I.
Am 5. Juli 1985 erfolgte die einzige, wenngleich umfangreichere Umbildung der Regierung, in der Kulturminister Javier Solana zugleich das Amt des Regierungssprechers übernahm. Das Kabinett González I blieb bis zum 25. Juli 1986 im Amt und wurde dann durch das Kabinett González II abgelöst. Zuvor hatten am 23. Juni 1986 die Neuwahlen zum Congreso de los Diputados stattgefunden.

## Mitglieder des Kabinetts

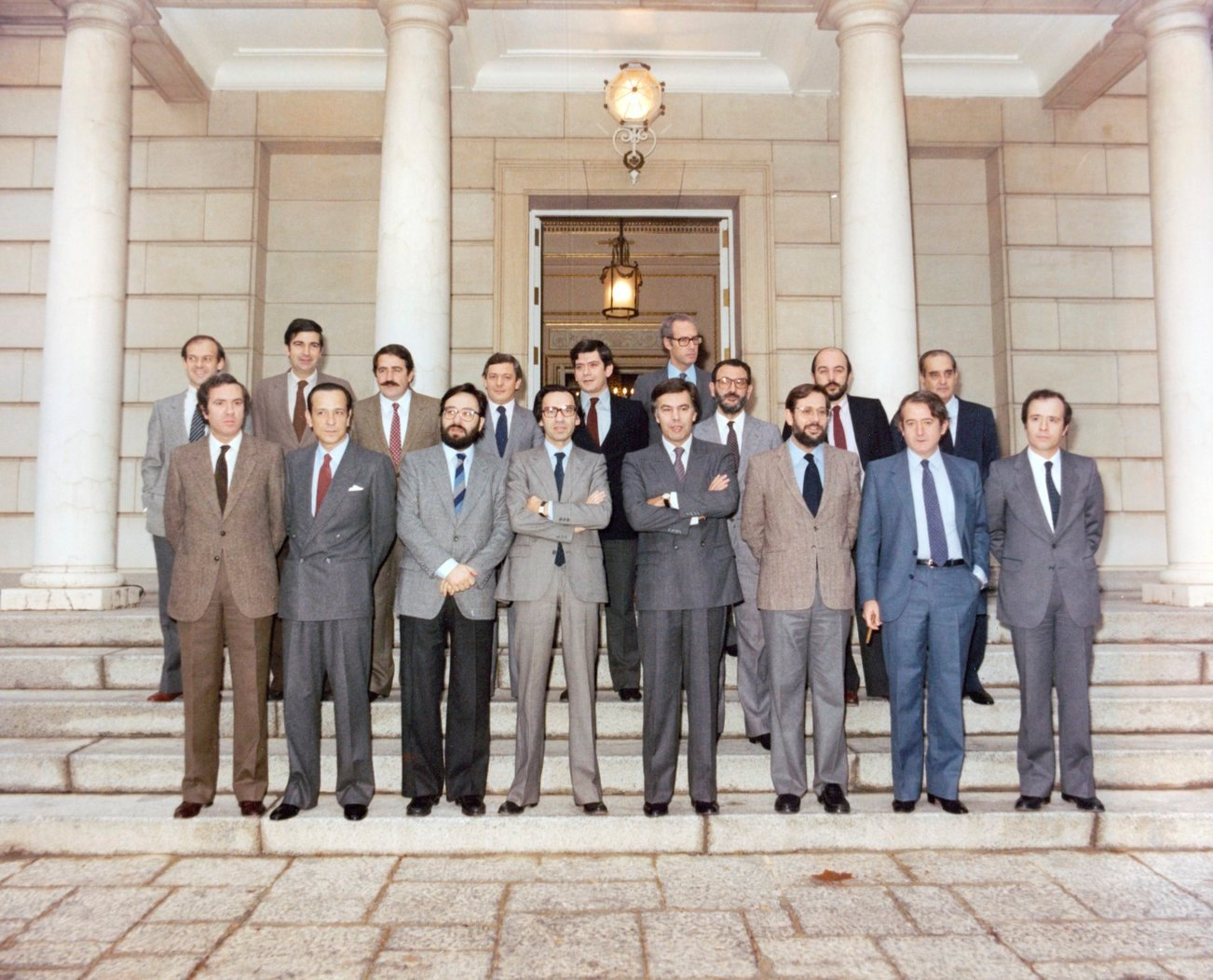
Das Kabinett González I (7. Dezember 1982)

| Amt                                                                | Amtsinhaber                                      | Beginn der Amtszeit           | Ende der Amtszeit          |
| ------------------------------------------------------------------ | ------------------------------------------------ | ----------------------------- | -------------------------- |
| Ministerpräsident                                                  | Felipe González                                  | 2. Dezember 1982              | 25. Juli 1986              |
| Vize-Ministerpräsident                                             | Alfonso Guerra                                   | 3. Dezember 1982              | 25. Juli 1986              |
| Minister für Wirtschaft und Finanzen                               | Miguel Boyer Carlos Solchaga                     | 3. Dezember 1982 5. Juli 1985 | 3. Juli 1985 25. Juli 1986 |
| Außenminister                                                      | Fernando Morán López Francisco Fernández Ordóñez | 3. Dezember 1982 5. Juli 1985 | 3. Juli 1985 25. Juli 1986 |
| Verteidigungsminister                                              | Narcís Serra                                     | 3. Dezember 1982              | 25. Juli 1986              |
| Innenminister                                                      | José Barrionuevo                                 | 3. Dezember 1982              | 25. Juli 1986              |
| Justizminister                                                     | Fernando Ledesma                                 | 3. Dezember 1982              | 25. Juli 1986              |
| Minister für Arbeit und soziale Sicherheit                         | Joaquín Almunia                                  | 3. Dezember 1982              | 25. Juli 1986              |
| Minister für Gesundheit und Verbraucher                            | Ernest Lluch                                     | 3. Dezember 1982              | 25. Juli 1986              |
| Minister für Industrie und Energie                                 | Carlos Solchaga Joan Majó                        | 3. Dezember 1982 5. Juli 1985 | 3. Juli 1985 25. Juli 1986 |
| Minister für Transport, Tourismus und Kommunikation                | Enrique Barón Crespo Abel Caballero              | 3. Dezember 1982 5. Juli 1985 | 3. Juli 1985 25. Juli 1986 |
| Minister für öffentliche Arbeiten und Stadtplanung                 | Julián Campo Javier Sáenz de Cosculluela         | 3. Dezember 1982 5. Juli 1985 | 3. Juli 1985 25. Juli 1986 |
| Minister für Landwirtschaft, Fischerei und Ernährung               | Carlos Romero Herrera                            | 3. Dezember 1982              | 25. Juli 1986              |
| Minister für Bildung und Wissenschaft                              | José María Maravall                              | 3. Dezember 1982              | 25. Juli 1986              |
| Kulturminister 5. Juli 1985: Kulturminister und Regierungssprecher | Javier Solana                                    | 3. Dezember 1982              | 25. Juli 1986              |
| Minister für Territorialverwaltung                                 | Tomás de la Quadra-Salcedo Félix Pons            | 3. Dezember 1982 5. Juli 1985 | 3. Juli 1985 25. Juli 1986 |
| Minister beim Ministerpräsidenten                                  | Javier Moscoso                                   | 3. Dezember 1982              | 25. Juli 1986              |